# Jeanne LaDuke
Alice Jeanne LaDuke (27 de junho de 1938) é uma matemática estadunidense, especialista em análise matemática e história da matemática. Foi uma atriz mirim que apareceu em um filme (The Green Promise).

## Vida e carreira no cinema
LaDuke cresceu em uma fazenda no Condado de Posey, no sudoeste de Indiana. Seus pais estudaram em colégios e uma tia que lecionava matemática em Chicago os visitava com frequência, trazendo enigmas matemáticos para ela.
Quando criança foi selecionada de um grupo de 12.000 membros do 4-H para interpretar um pequeno papel em The Green Promise (1948) como a menina de fazenda Jessie Wexford, a irmã do interesse amoroso do personagem de Natalie Wood.

## formação
LaDuke estudou matemática na Universidade DePauw na década de 1950.
Obteve um mestrado em matemática , mas não conseguiu lecionar matemática por sua formação porque a s escolas em que se inscrevia admitiam apenas homens. Retornou para Oregon em 1966 como aluna de doutorado da Universidade de Oregon, completando seu Ph.D. em 1969 com uma tese sobre análise matemática, orientada por Kenneth Ross.

## Carreira matemática
Após completar o doutorado passou os seguintes três anos como membro da faculdade do Departamento de Ciências Matemáticas da Universidade DePaul. Aposentou-se em 2003.
Com Judy Green é autora de Pioneering Women in American Mathematics: The Pre-1940 PhD’s (American Mathematical Society e London Mathematical Society, 2009).